# 433 км (зупинний пункт)
433 кіломе́тр — пасажирська зупинна залізнична платформа Лиманської дирекції Донецької залізниці.
Розташована поблизу с. Новобахмутівка (поруч садово-дачні ділянки), Покровський район, Донецької області на лінії Ясинувата-Пасажирська — Покровськ між станціями Авдіївка (11 км) та Очеретине (3 км).
Станом на кінець 2016 р. на станції зупиняються приміські поїзди сполученням Чаплине — Авдіївка, Авдіївка — Чаплине